# مویسی گینزبورگ
مویسی یاکوولویچ گینزبورگ (به انگلیسی :Moisei Yakovlevich Ginzburg) ((به بلاروسی: Майсей Якаўлевіч Гінзбург)، روسی: Моисей Яковлевич Гинзбург؛ 4 June [سبک قدیمی: 23 May] ۱۸۹۲، مینسک – ۷ ژانویه ۱۹۴۶، مسکو) یک معمار ساخت گرای اتحاد جماهیر شوروی بود که بیشتر به خاطر ساختمان Narkomfin در سال ۱۹۲۹ در مسکو شناخته شد.

## زندگی‌نامه

### تحصیلات
گینزبورگ در یک خانواده معمار یهودی در مینسک متولد شد. وی فارغ‌التحصیل آکادمی میلان (۱۹۱۴) و دانشگاه فنی ریگا (۱۹۱۷) می‌باشد. او در طول جنگ داخلی روسیه در کریمه زندگی می‌کرد و در سال ۱۹۲۱ به مسکو نقل مکان کرد. در آنجا، او به دانشکده وتماس و مؤسسه مهندسان عمران (که سرانجام با دانشگاه فنی دولتی مسکو ادغام شد) پیوست.

### ایدئولوژیست ساخت گرایی
بنیان‌گذار سازمان معماران معاصر، که با گروه LEF متعلق به ولادیمیر مایاکوفسکی و اسیپ بریک ارتباط داشت، در سال ۱۹۲۴ کتابسبک و عصر را منتشر کرد. این کتاب اثری تأثیرگذار در نظریه معماری بود و شباهت‌هایی به کتاب به سوی یک معماری اثر لوکوربوزیه داشت. این کتاب به‌نوعی مانیفست معماری کانستراکتیویستی محسوب می‌شد، سبکی که ترکیبی از علاقه به فناوری پیشرفته و مهندسی را با آرمان‌های سوسیالیستی درهم می‌آمیخت.
گروه OSA در زمینه آپارتمان‌های اشتراکی برای تأمین نیازهای سبک زندگی جدید کمونیستی آزمایش‌هایی انجام داد. مجلهٔ این گروه با نام معماری معاصر، به بررسی برنامه‌ریزی شهری، زندگی اشتراکی و پروژه‌های آینده‌گرایانهٔ ایوان لئونیدوف می‌پرداخت. این گروه در اوایل دههٔ ۱۹۳۰ منحل شد و در قالب «انجمن معماران تمام‌اتحادیه‌ای» ادغام شد.